# Абботсфорд Хит
«А́бботсфорд Хит» (англ. Abbotsford Heat) — профессиональный хоккейный клуб, выступающий в Американской хоккейной лиге. Базируется в городе Абботсфорд, провинция Британская Колумбия, Канада. Является фарм-клубом команды НХЛ «Калгари Флэймз». «Хит», является географически самой западной командой АХЛ. 5 июня 2009 года газетой «Калгари Геральд» было анонсировано назначение на пост главного тренера «Хит» - Джима Плейфэра, который провёл до этого два сезона в качестве тренера «Калгари Флэймз».
В межсезонье 2014 года команда переедет в Гленс-Фолс, штат Нью-Йорк (где заменит команду «Адирондак Фантомс», переезжающую в Аллентаун, штат Пенсильвания).